# Fjällnäsfår
Fjällnäsfår är en svensk fårras som tillhör gruppen allmogefår i nordiska kortsvansfår. Det är den nordligaste av de svenska fårraserna. Rasen härstammar från Fjällnäs i Lappland och de är små till växten och tackorna är kulliga och baggarna kulliga eller behornade.
Fjällnäsfår har sitt ursprung hos Gunilla Stålnacke i Fjällnäs mellan Kiruna och Nikkaluokta i Lappland och "återupptäcktes" 2005.